# Evert Vedung
Evert Oskar Vedung, född 9 april 1938 i Svegs församling (Herrö), är en svensk statsvetare, föreläsare och författare.

## Akademisk karriär
Vedung disputerade för fil dr-graden 1971, fick tjänst som docent 1972, utnämndes till professor i statsvetenskap särskilt bostadspolitik 1995 och avgick som professor emeritus 2005, allt vid Uppsala universitet. Åren 2004–2007 var han gästprofessor vid Mälardalens högskola. Han har verkat som lärare vid Kyung Hee University i Seoul, Wiens universitet och Syddansk Universitet i Odense, som Fordstipendiat vid Harvard och som visiting scholar vid Vanderbilt University, University of Texas i Austin och University of California i Berkeley. Han var International Reader vid Helsingfors universitet 1999–2008 och gästprofessor vid Köpenhamns universitet 2005–2010.

## Forskning, utbildning, författarskap
Vedung har forskat och utbildat i politisk idéanalys, svensk politik för vattenkraft, kärnkraft och energisparande, miljöpolitik, markpolitik i tätorter, storstadspolitik och segregation. Hans bok Det rationella politiska samtalet har använts vid utbildning vid svenska högre läroanstalter. På miljöområdet är han känd för sin inriktning på tillväxt-ekologidimensionen, styrmedel och lokal implementering av global ozonhålspolitik. Genom Utvärdering i politik och förvaltning, som översatts till engelska, koreanska, spanska, tyska och ukrainska, är han bekant utanför landets gränser.
Han var en initiativtagare till Svenska utvärderingsföreningen 2003. Han är hedersledamot av Dansk Evaluerings Selskab och Finska utvärderingsförbundet.
Inför hundraårsmarkeringen 2005 av Svensk-norska unionens upplösning tog han initiativ till publicering av svenska dokument från 1905 bland annat de berömda Clasonska stenografiska anteckningarna från särskilda utskottet. Unionsupplösningens riksdagar: 1905 speglat i protokoll, anteckningar, dagböcker utarbetades av Vedung och Margareta Brundin på Riksdagens uppdrag.